# Guerreros Unidos
Guerreros Unidos est un cartel mexicain implanté dans les États du sud du Mexique.
En 2014, le cartel kidnappe 43 étudiants du Collège Ayotzinapa à Iguala, Guerrero. Un témoin a confirmé que des soldats de l'armée mexicaine étaient impliqués dans l'enlèvement, en interrogeant les étudiants à la base militaire de la ville d'Iguala, puis en les livrant au cartel.

## Histoire
Les Guerreros Unidos ont été fondés en 2010 lorsque deux factions de La Familia Michoacana ont fusionné avec différents cartels. Une faction a pris parti pour les cartels de Tijuana, Beltrán-Leyva, Juárez et Los Zetas. Un autre a choisi des alliances avec les cartels du Golfe et de Sinaloa. La faction qui a choisi le camp des rivaux des cartels de Sinaloa et du Golfe a formé Guerreros Unidos avec les restes du cartel de Beltrán Leyva. Avant l'enlèvement des 43 étudiants, il était soupçonné d'avoir attaqué un bus de militants d'Ayotzinapa le 11 décembre 2011, avec la milice et la police de l'État de Guerrero.

## L'enlèvement d'Iguala
Le 26 septembre 2014, des étudiants du Collège Ayotzinapa participaient à une manifestation à Mexico pour commémorer le 46e anniversaire du massacre de Tlatelolco. Sous les ordres du maire, la police municipale d'Iguala, la police ministérielle fédérale, la police fédérale mexicaine, divers membres de SEDENA et la police de l'État de Guerrero ont détourné un bus les transportant à Mexico. Ils ont tiré sur les vitres du bus, tuant six étudiants. Des témoins qui ont survécu à l'épreuve ont décrit qu'ils avaient été emmenés à la base de l'armée mexicaine en ville, puis le commandant a décidé qui serait tué ou laissé en vie. Le maire a ensuite été interpellé quelques mois plus tard, le 4 novembre 2014, par des agents du PGR et du SEIDO.